# Les Nuits de cristal
Pour plus de détails, voir Fiche technique et Distribution.
Les Nuits de cristal (Κρυστάλλινες νύχτες, Krystallines Nychtes) est un film grec réalisé par Tónia Marketáki et sorti en 1991.

## Synopsis
À Athènes, en 1936, Isabella, une Allemande est mariée à un officier grec. Elle est proche du mouvement nazi et évolue dans le cercle autour de Métaxas. Elle est membre d'un mouvement mystique, un peu sorcière et douée de télépathie. Elle tombe amoureuse d'Alberto, un jeune Juif blond de 18 ans, livreur de glace. Elle trouve qu'il a le « regard du Diable ». Leur amour est impossible à cause des conventions sociales : âge, classes sociales, racisme. Lorsqu'Alberto disparaît, Isabella utilise la magie pour essayer de le faire revenir. Elle y parvient, mais Alberto est réduit à l'état d'un zombi sans volonté. Pour le libérer, elle se suicide. Cependant, elle parvient à renaître tout près de lui, pendant la guerre. Elle se réincarne dans Anna une petite fille d'une famille juive habitant le même immeuble qu'Alberto. Pour être seule avec lui, elle dénonce les autres Juifs de l'immeuble à la Gestapo. À la fin de la guerre, Alberto adopte Anna, devenue orpheline. Lorsqu'Anna grandit, celle-ci fait tout pour reconquérir le cœur de son unique amour. Alberto se rend cependant compte qu'Anna est habitée par l'esprit d'Isabella.

## Fiche technique
- Titre : Les Nuits de Cristal
- Titre original : Κρυστάλλινες νύχτες (Krystallines Nychtes)
- Réalisation : Tónia Marketáki
- Scénario : Tónia Marketáki et Malvina Karali
- Direction artistique :
- Décors : Giorgos Patsas
- Costumes : Giorgos Patsas
- Photographie : Stavros Hassapis
- Son : Nikos Despotidis
- Montage : Yanna Spyropoulou
- Musique : Giorgos Papadakis
- Production :  Centre du cinéma grec, Kentavros Ltd, ERT, Sofracima SA (France) et Slotint SA (Suisse)
- Langue : grec
- Format :  Couleurs
- Genre : Drame
- Durée : 100 minutes
- Dates de sortie : 1991

## Distribution
- Francois Delaive
- Michèle Valley
- Tania Trypi
- Ovidiu Luliu Moldovan

## Récompenses
- Festival international du film de Thessalonique 1992 : meilleure actrice, meilleur scénario, meilleurs costumes, meilleure image
- Sélection (Un certain regard) lors du festival de Cannes 1992
- Olive d'argent au Festival du cinéma de Bastia 1994